# Mycena citricolor
Mycena citricolor — вид грибів, що належить до роду міцена (Mycena).

## Поширення та середовище існування
Знайдений на Кубі на мертвих листках.